# Shark Bait
Shark Bait ist ein britischer Horrorfilm aus dem Jahr 2022. Der Film handelt von fünf jungen Menschen, die nach einem Unfall auf dem offenen Meer von Haien angegriffen werden.

## Handlung
Nat und ihre Freunde feiern den Spring Break am Strand von Mexiko. Am Rande der Party begegnet sie einem Bettler im Rollstuhl, der ihr erzählt, dass er seine Beine durch einen Weißen Hai verloren habe. Am nächsten Morgen klauen Nat, ihr Freund Tom sowie die weiteren Freunde Milly, Tyler und Greg zwei Jet-Skis und fahren damit aufs offene Meer. Aus Spaß rasen sie aufeinander zu, bis es zu einer Kollision kommt, bei der eines der Fahrzeuge untergeht. Greg blutet aus einer Wunde am Bein. Die fünf Freunde haben keinen Handyempfang und der verbliebene Jet-Ski springt nicht mehr an. Dann kommt auch noch privater Stress hinzu, als Nat erfährt, dass Tom letzte Nacht Sex mit Milly hatte.
Tyler will zu einem Schiff schwimmen, das er vor dem Unfall gesehen hat. Plötzlich ist ein Hai hinter ihm. Tyler kommt in die Nähe des Boots, doch der Mann an Bord hört seine Hilfeschreie nicht. Dann wird Tyler vom Hai zerfleischt. Wieder am Jet-Ski stürzen die anderen vier ins Wasser und geraten auch ins Visier des Hais. Greg geht dabei unter. Den verbliebenen Freunden droht in der heißen Sonne die Dehydratation.
In der Nacht sehen sie ein rotes Licht in der Nähe. Die Frauen überreden Tom, dorthin zu schwimmen, doch er kann sich nicht überwinden. Stattdessen geht Nat ins Wasser und findet an der roten Lampe einen Toten mit Rettungsweste. Am nächsten Morgen zieht Nichtschwimmerin Milly die Rettungsweste an. Die Freunde finden außerdem Treibholz, das sie als Paddel nutzen. Dann kommt es zu neuen Haiattacken. Während Tom, Nat und Milly versuchen, den Jet-Ski zu reparieren, stößt der Hai sie vom Fahrzeug. Das Tier fügt erst Tom schwere Wunde zu und beißt dann die untere Hälfte von Millys Körper ab. Nat schwimmt zur Rettungsweste und wehrt den Hai dabei mit einer Scherbe ab.
Mit einem Teil der Weste schafft sie es, den Jet-Ski zu reparieren und zu starten. Als sie mit Tom auf die Küste zufährt, beißt der Hai von hinten in den Jet-Ski und erzeugt ein Leck. Tom opfert sich und lässt sich fressen. Wenige Meter vor der Küste fährt Nat mit dem Jet-Ski gegen einen Felsen und fällt ins Wasser. Plötzlich ist der Hai wieder hinter ihr, aber er bleibt in einer Felsspalte hängen. Nat rettet sich schwimmend ans Ufer.

## Rezeption
In den Rezensionen wird der Film eher negativ bewertet. Constantin Wieckhorst lobt bei Moviebreak die Kameraarbeit: „Wenn die missliche Lage wiederkehrend aus der Vogelperspektive oder aber mit dem Blick aus der Tiefe gen Wasseroberfläche eingefangen wird, löst dies immer wieder ein äußerst beklemmendes Gefühl aus. Hierin liegt letztlich auch die große Stärke des Films. [...] Andererseits wären da SchauspielerInnen, die den Film nicht tragen können, blasse Charaktere, ein in seiner Animationsqualität wechselhafter Hai plus ungemein wenig Handlung.“ Stefan Seidl findet in seiner Rezension bei actionfreunde.de nicht viel Positives an dem Film: Dieser „scheitert kläglich daran, seine Protagonisten interessant zu gestalten. Saltrese hat seine gradlinig-simple Geschichte strikt mit “Stock Characters” bevölkert [...] Die “Soap-Opera-Elemente” sind banal und bringen Streit, Diskussionen, Reflexionen sowie gewisse “Wiedergutmachungs-Absichten” mit sich – nur nichts Substanzielles. [...] Und der Hai? Der ist häufig eine CGI-Kreation von wechselhafter Qualität, welche hauptsächlich überzeugt, wenn das lauernde Tier “ruhig” seine Kreise um seine potentielle Beute zieht.“ Der Filmdienst ordnet den Film sehr negativ ein: „Ein tumbes „Creature Feature“, das mit seinen lieblos gezeichneten Figuren eher Langeweile als Anteilnahme erzeugt und in der Inszenierung seiner Hai-Attacken denkbar schlicht und einfallslos bleibt.“
Bei Rotten Tomatoes gibt es eine Wertung von 33 % bei 9 Reviews.